# Китбука
Китбука Нојан (? — 1260) био је несторијански хришћанин монголског племена Најмани, групе која је била подређена Монголском царству. Био је поручник и присан пријатељ Хулагу-кана, помажући му у његовим освајањима на Блиском истоку. Када је Хулагу повео већину својих снага са њим да присуствују церемонији у Монголији, Китбука је остао под контролом Сирије и био је одговоран за даљње монголске нападе на југ према Египту. Убијен је у бици код Ајн Џалута 1260. године.